# 이승희 (1988년)
이승희(李承熙, 1988년 6월 10일 ~ )는 대한민국의 축구 선수이며 포지션은 수비형 미드필더이다. 현재 K3리그 시흥 시민축구단에서 활약하고 있다.

## 플레이 스타일
185cm, 80kg의 다부진 체격으로 공격보다는 수비에 치중을 해 상대의 공격을 차단하고 빌드업의 출발점 역할을 한다. 킥이 날카로운 편이라 전남 시절 전담 키커로 자주 나섰고 공격포인트도 기록했다.

## 축구인 경력

### 선수 경력
2010년 전남 드래곤즈에 입단하여 중앙 미드필더로 활약하며 데뷔 시즌 19경기에 출전하여 1도움을 기록하였다. 2011 시즌 이현승이 전남으로 이적하자 이현승의 뒤를 받치는 수비형 미드필더로 활약하는 등 리그 26경기에 출전하여 주전 미드필더로 입지를 굳히기 시작하였다. 2014 시즌 상주 상무 원정에서 프리킥으로 결승골을 넣으며 데뷔 5시즌만에 K리그 데뷔골을 신고했다.
2015년 타이 프리미어리그 수판부리 FC와 2016년 J리그 나고야 그램퍼스에서 뛰었다.
2017년 포항 스틸러스에 입단하였다. 시즌 초 꾸준히 경기에 출장하며 좋은 활약을 보였으나, 부상으로 후반기에는 거의 경기에 나서지 못했다.
2017년 12월 14일 보충역 입대를 위해 논산훈련소에 입소했다. 기초군사훈련 이후 시흥시청에서 복무한다. 사회복무요원 기간 동안 K3리그 시흥 시민축구단에서 뛰게 되었으며 등번호는 포항 스틸러스때와 동일한 6번이다.